# شكري عراف

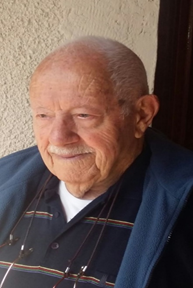
شكري عراف: مؤرخ فلسطيني

شكري عراف هو أديب وباحث ومؤرخ فلسطيني (وُلد في 20 كانون الثاني في العام 1931)، في قرية معليا في الجليل الأعلى.

## حياته
أنهى عراف دراسته الابتدائية في قريته معليا، ثم التحق لإكمال المرحلة الثانوية في مدارس عكا. أكمل مسيرته التعليمية في جامعة حيفا وحصل على اللقب الأول في اللغة العربية والجغرافيا، ومن ثم على اللقب الثاني في تاريخ الشرق الأوسط من جامعة حيفا أيضًا. وحصل على الدكتوراه من الجامعة العبرية في القدس في الرابعة والخمسين من عمره في سنة 1985. 
أدار عدداً من المدارس، وعمل مدرّسًا ومركّزًا للإرشاد التربوي في كلية التربية والتعليم في حيفا وكلية أورانيم في طبعون. عمل محاضرًا لمدة ثلاثة سنوات في جامعة سيدني في أستراليا، وألقى آلاف المحاضرات في موضوع القرى والمدن العربية الفلسطينية.
شارك في مؤتمرات كثيرة منها: الفكر الفلسطيني في الناصرة، أيام دراسية حول مونوغرافية القرى والمدن العربية في البلاد، مؤتمر السياحة الفلسطيني – القدس، 700 سنة على خروج آخر صليبي من عكا - عكا، 200 سنة على وفاة ظاهر العمر، حاكم الجليل - عكا، 200 سنة على وفاة عقيلي آغا الحاسي، حارس الجليلين في القرن التاسع عشر - إعبلين، 200 سنة على وفاة أحمد باشا الجزار - عكا.
بادر شكري عراف إلى إقامة معارض ومتاحف تراثية في قرى مختلفة كما نظم رحلات في معرفة معالم البلاد الفلسطينية لسنوات عديدة.
في 31 مايو 2023، منحه الرئيس الفلسطيني محمود عباس وسام الثقافة والعلوم والفنون من درجة الإبداع.

## مؤلفاته
تجاوزت مؤلفاته الأربعين كتابًا حول الجذور العربية في فلسطين والتاريخ الفلسطيني من منظور عائلي، اجتماعي، تراثي، قروي، ووفقي، وعقاري:
1. السهل الساحلي للجليل الغربي في القرن التاسع عشر.
2. دراسة في جغرافية المدن ومدن التطوير.
3. الأرض، الإنسان والجهد – دراسة للحضارة المادية الفلسطينية.
4. القرية العربية الفلسطينية – مبنىً واستعمالات أراضٍ.
5. جندا فلسطين والأردن في الأدب الجغرافي الإسلامي.
6. طبقات الأنبياء والأولياء الصالحين في الأرض المقدسة.
7. الشجرة إسلاميًّا وعربيًّا.
8. المواقع الفلسطينية: بين عهدين.
9. مصادر الاقتصاد الفلسطيني: من أقدم الفتلات حتى عام 1948.
10. خانات فلسطين.
11. السرايا: دور الحكم والإدارة في فلسطين ابان الحكم العثماني.
12. مساهمة في دراسة نباتات البلاد – مجموعتان تتألف كل منهما من 64 نبتة وشجرة، بالألوان الطبيعية.[3]